# Cabinet Stock
Land de Hesse
Geiler Zinn I
Le cabinet Stock (en allemand : Kabinett Stock) est le gouvernement du Land de Hesse entre le 7 janvier 1947 et le 10 janvier 1951, durant la 1re législature du Landtag.

## Historique du mandat
Dirigé par le nouveau ministre-président social-démocrate Christian Stock, ce gouvernement est constitué et soutenu par une « grande coalition » entre le Parti social-démocrate d'Allemagne (SPD) et l'Union chrétienne-démocrate d'Allemagne (CDU). Ensemble, ils disposent de 77 députés sur 90, soit 85,6 % des sièges du Landtag.
Il est formé à la suite des élections législatives régionales du 1er décembre 1946.
Il succède donc au cabinet provisoire de l'indépendant Karl Geiler, constitué et soutenu par la CDU, le SPD et le Parti communiste d'Allemagne (KPD).
Au cours du scrutin, le SPD devient la première force politique de la Hesse avec plus de 42 % des voix et rate la majorité absolue à quatre sièges près. Il s'associe alors avec la CDU, qui atteint la deuxième place avec 30 % des suffrages. Avec 15 %, le Parti libéral-démocrate (LDP) devient le premier parti d'opposition.
Christian Stock est investi ministre-président le 20 décembre et son gouvernement de huit ministre est assermenté 18 jours plus tard.
Pour les élections régionales de 1950, le Parti social-démocrate choisit l'ancien ministre de la Justice Georg August Zinn comme chef de file et remporte une majorité absolue. Zinn forme ainsi son premier cabinet.

## Composition

### Initiale (7 janvier 1947)
| Poste                                                      | Ministre | Ministre          | Parti |
| ---------------------------------------------------------- | -------- | ----------------- | ----- |
| Ministre-président                                         |          | Christian Stock   | SPD   |
| Vice-ministre-président Ministre des Finances              |          | Werner Hilpert    | CDU   |
| Ministre de l'Intérieur et de la Reconstruction            |          | Heinrich Zinnkann | SPD   |
| Ministre de la Justice                                     |          | Georg August Zinn | SPD   |
| Ministre de l'Éducation et de l'Enseignement               |          | Erwin Stein       | CDU   |
| Ministre du Travail et du Bien-être                        |          | Josef Arndgen     | CDU   |
| Ministre de l'Agriculture, de l'Alimentation et des Forêts |          | Karl Lorberg      | CDU   |
| Ministre de l'Économie et des Transports                   |          | Harald Koch       | SPD   |
| Ministre de la Politique de libération                     |          | Gottlob Binder    | SPD   |

### Remaniement du9 novembre 1949
- Les nouveaux ministres sont indiqués en gras, ceux qui ont changé d'attributions en italique.

| Poste                                                               | Ministre | Ministre          | Parti |
| ------------------------------------------------------------------- | -------- | ----------------- | ----- |
| Ministre-président                                                  |          | Christian Stock   | SPD   |
| Vice-ministre-président Ministre des Finances                       |          | Werner Hilpert    | CDU   |
| Ministre de l'Intérieur                                             |          | Heinrich Zinnkann | SPD   |
| Ministre de l'Instruction, de l'Éducation publique et de la Justice |          | Erwin Stein       | CDU   |
| Ministre du Travail, de l'Agriculture et de l'Économie              |          | Albert Wagner     | SPD   |